# Garcinia lucida
Garcinia lucida är en tvåhjärtbladig växtart som beskrevs av Vesque. Garcinia lucida ingår i släktet Garcinia och familjen Clusiaceae. Inga underarter finns listade i Catalogue of Life.